# K-League de 2003
A K-League de 2003 foi a 21º edição da principal divisão de futebol na Coreia do Sul, a K-League. A liga começou em março e terminou em novembro de 2003. 
Doze times participaram da liga. O Seongnam Ilhwa Chunma foi o campeão pela sexta vez.